# Пам'ятник жертвам Талергофу (Галич)
49°7′28.6788″ пн. ш. 24°43′44.454″ сх. д. / 49.124633000° пн. ш. 24.72901500° сх. д.

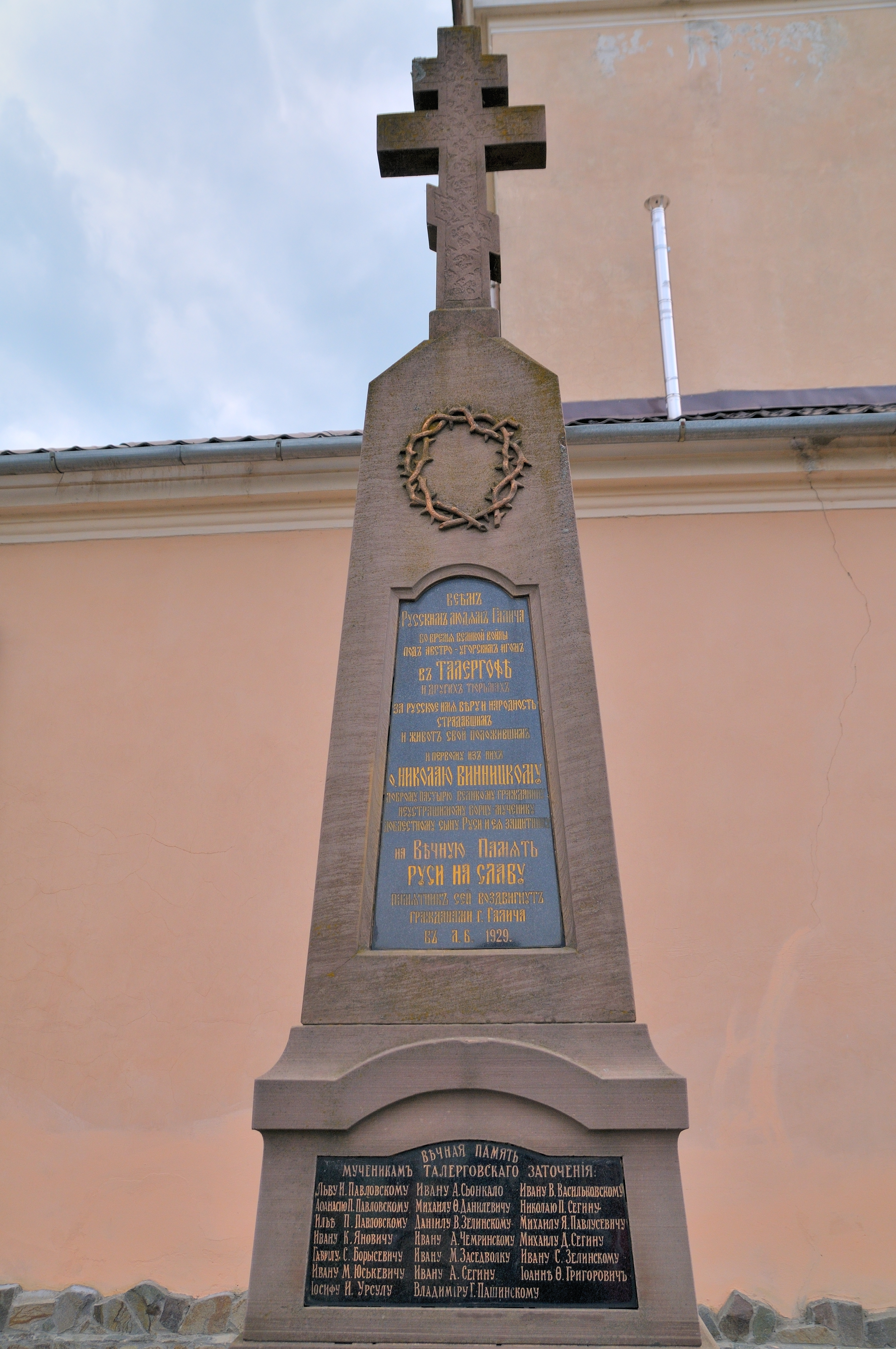
Пам'ятник жертвам Талергофського ув'язнення у Галичі

Пам'ятник жертвам Талергофського ув'язнення — пам'ятний знак, присвячений пам'яті галицьких русофілів, в'язнів австро-угорського концентраційного табору Талергоф 1914—1918 років. Розташований у Галичі біля входу до церкви Різдва Христового. Споруджений у 1929 році за проектом М. Антоніва.

## Історія будівництва
Пам'ятний зак в пам'ять про жертви австрійського геноциду був споруджений у 1929 році з ініціативи тодішнього пароха церкви Різдва Христового у Галичі Миколи Винницького (1856—1929), одного з уцілілих в'язнів концтабору Талергоф. Повернувшись додому з ув'язнення, отець Микола вважав своїм обов'язком вшанувати пам'ять загиблих у Талергофі. Однак пам'ятник було встановлено вже після його смерті, тому о. Микола Вінницький — Вінницький Микола Миколайович — позначений першим у списку «талергофців». На монументі викарбувані прізвища ще двадцяти жителів Галича, закатованих у Талергофі.
Всього через талергофський концтабір пройшло 127 жителів Галича.
Автор пам'ятника М. Антонів був власником різьб'ярської майстерні у Станіславові.

## Конструкція

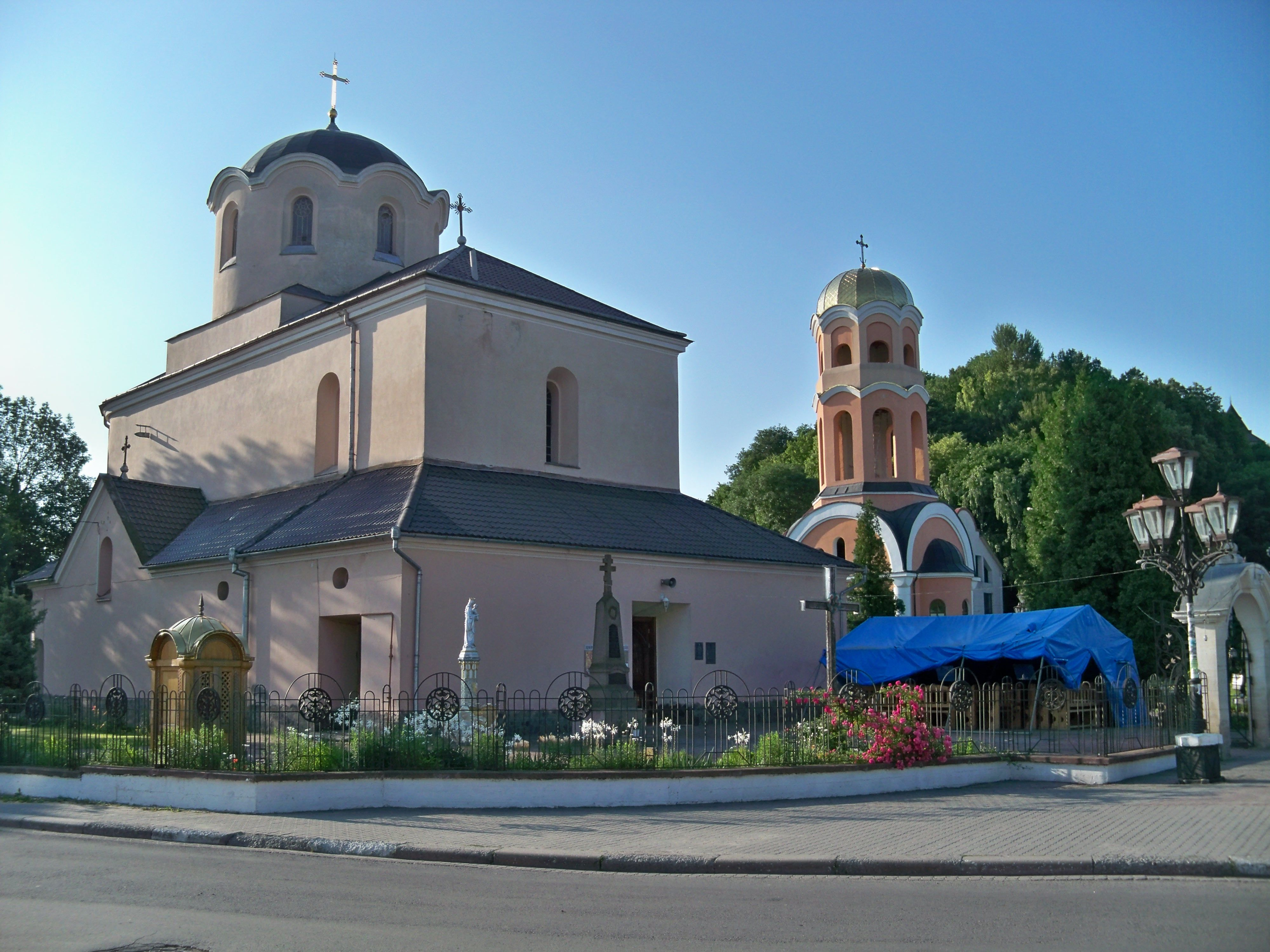
Церква Різдва Христового. На передньому плані — пам'ятник жертвам Талергофського ув'язнення

Пам'ятник являє собою патріарший хрест на пірамідальному п'єдесталі з паралелепіпедальним цоколем.
На п'єдесталі напис: рос. дореф. Всѣмъ Русскимъ людѧмъ Галича во врємѧ вєликой войны подъ австро-угорскимъ игомъ въ Талєргофѣ и другихъ тюрьмахъ за русскоє имѧ, вѣру и народность страдавшимъ и животъ свой положившимъ и пєрвому изъ нихъ о. Николаю Винницкому доброму пастырю, вєликому гражданину, нєустрашимому борцу-мучєнику, доблєстному сыну Руси и єѧ защитнику на Вѣчную Памѧть, Руси на славу. Памѧтникъ сєй воздвигнутъ гражданами г. Галича въ л. б. 1929. і перелік галичан-жертв табору Талергоф.